# 田中栞
田中 栞（たなか しおり、1959年 - ）は、日本の書物研究家。製本教室、版画教室講師。エッセイスト。日本豆本協会会長。
日本出版学会（出版技術・デジタル研究部会副部会長）、東京製本倶楽部、日本校正者クラブ、日本書票協会、印刷文化懇話会神田川大曲塾、書皮友好協会、ガリ版ネットワークの各会員。

## 略歴
横浜生まれ。青山学院大学日本文学科卒業。日本エディタースクール夜間部基礎科・専科校正講座・専科レイアウト講座修了。校正技能検定3級、古物商（書籍・美術品類）許可証を習得している。
三笠書房・汲古書院編集部に勤務の後、製本教室・版画教室講師として活動中。2011年日本豆本協会を設立し、会長に就任。
製本技術講習受講歴としては、岡野暢夫の製本教室(1982年頃)を始めとし、遠藤諦之輔より和装本製本を(1985～1986年頃)、池袋西武コミュニティカレッジ・ルリユール工房、入門クラス（藤生典子）・パッセカルトンクラス（伊藤篤・栃折久美子・平まどか）に西洋製本を学ぶ(1987年～2003年)。2011～2013年には恩田譲に帳簿製本の手ほどきを受けている。
著作に『古本屋の女房』（平凡社、2004年）、『書肆ユリイカの本』（青土社、2009年）等がある。ユリイカ出版の書籍198点241冊、雑誌80点98冊を蒐集所蔵(異装異版異刷を含む)、出版文化史的、書誌学的見地から分析研究している。
雑誌 ユリイカ（青土社の月刊誌）や、『武井武雄の本』（平凡社「別冊太陽216」、2014年）にも執筆。近年では武井武雄の刊本作品の蒐集所蔵、書誌学的に検証しており、日本出版学会での発表、『イルフ童画館』でのシンポジウム、作品解説『武井武雄の世界展』ではトークイベントも行っている。

## 著書・執筆
- 『古本屋の女房』（平凡社、2004年）ISBN 978-4582832426
- 『書肆ユリイカの本』（青土社、2009年）ISBN 978-4791764655

- 『別冊太陽216 武井武雄の本』孤高の銅板絵本 地上の祭（平凡社、2014年）ISBN 978-4582922165

## 企画編集制作
- 『本の手帳特集』「豆本女子」1～3・「魅惑の蔵書票」（本の手帳社、2006～2010年）
- 『豆本手帳』1～（日本豆本協会、2011年～）